# Panagis Tsaldaris

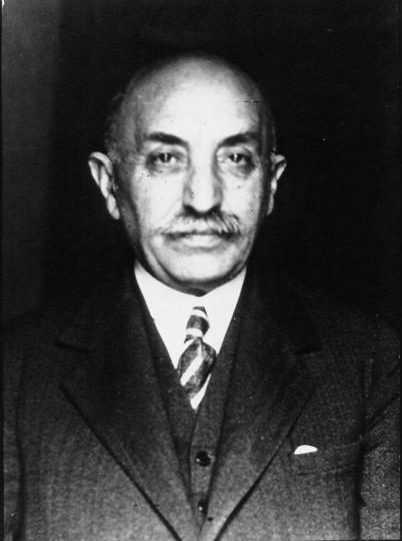
Panagis Tsaldaris in 1932.

Panagis (of Panagiotis) Tsaldaris (Grieks: Παναγής Τσαλδάρης) (Kamari (Korinthe), 5 maart 1868 - Athene, 17 mei 1936) was een Grieks conservatief politicus en eerste minister die van 1922 tot 1936 partijvoorzitter van de Griekse Volkspartij was.

## Levensloop

### Jeugd
Panagis Tsaldaris werd in 1868 geboren in Kamari, in de buurt van Korinthe in de Peloponnesos. Hij studeerde rechten aan de Universiteit van Athene en was een uitstekende student. Later zette hij zijn studies voort in Berlijn en Parijs. Na zijn terugkeer in Griekenland ging hij aan de slag als advocaat. Wegens zijn grote expertise werd hij door veel van zijn collega's gerespecteerd.
In 1919 huwde Tsaldaris met de dochter van de professor van de universiteit Spyridon Lambros, Lena Tsaldaris. Lena werd ook politiek actief en was de eerste vrouwelijke parlementariër van Griekenland.

### Eerste stappen in de politiek
In 1910 begon Tsaldaris aan zijn politieke loopbaan toen hij voor het eerst verkozen werd in het Parlement van Korinthe. Hij werd regelmatig herkozen en bleef dit mandaat uitoefenen tot aan zijn dood in 1936. In 1915 steunde hij Koning Constantijn I in zijn conflict met Eleftherios Venizelos en werd Tsaldaris minister van Justitie in het kabinet van Dimitrios Gounaris. Na de terugkeer van Venizelos en nadat Constantijn I in 1917 in ballingschap vertrok, werd Tsaldaris in de gevangenis gestopt en later werd hij naar verschillende Egeïsche eilanden verbannen.
Na de wetgevende verkiezingen van 1920, waarbij de Volkspartij won, werd Tsaldaris minister van Binnenlandse Zaken in het kabinet van Dimitrios Rallis en minister van Openbaar Vervoer in de kabinetten van Nikolaos Kalogeropoulos en Dimitrios Gounaris.

### Leider van de Volkspartij
Na de executie van Dimitrios Gounaris in 1922, werd Tsaldaris door de leden van de Volkspartij verkozen tot partijleider. Bij de verkiezingen van 1923 nam de partij niet deel en protesteerde Tsaldaris tegen de vervolging van rechtse politici. Bij de volksstemming van 1924 steunde hij Koning George II en tijdens het dictatorschap van Theodoros Pangalos weigerde Tsaldaris mee te werken met zijn regime. Na de verkiezingen van 1926 nam Tsaldaris deel aan een regering van nationale eenheid onder Alexandros Zaimis. In deze regering was hij minister van Nationale Economie, Onderwijs en Binnenlandse Zaken. In augustus 1927 nam hij echter ontslag wegens een onenigheid over het monetair beleid van de regering.
Tijdens de regeerperiode van de Liberale Partij van Eleftherios Venizelos (1928-1932) was Tsaldaris leider van de oppositie als leider van de Volkspartij, die toen de tweede grootste partij in het parlement was. In 1932 weigerde hij Venizelos' voorstel om een regering van nationale eenheid te leiden.

### Premierschappen

#### Eerste premierschap
In 1932 vormde Tsaldaris samen met Georgios Kondylis en Ioannis Metaxas zijn eerste regering die op 3 november 1932 de eed aflegde, nadat hij de uitkomst van de volksraadpleging van 1924 die de Tweede Helleense Republiek veroorzaakte accepteerde. In januari 1933 viel de regering echter en na de verkiezingen van 1933 vormde hij, na de overwinning van de Volkspartij, op 10 maart 1933 een nieuwe regering.

#### Tweede premierschap
Tijdens zijn tweede premierschap werkte Tsaldaris opnieuw samen met Georgios Kondylis en Ioannis Metaxas. Hij kon de militaire beweging van Nikolaos Plastiras met succes het hoofd bieden, maar door deze crisis werd een voorlopige regering onder Alexandros Othoneos gevormd. De reputatie van deze regering werd bevlekt door een mislukte moordaanslag op Eleftherios Venizelos. Tsaldaris was daar niet bij betrokken en veroordeelde de aanslag, maar volgens velen waren er leden en dichte aanhangers van de Volkspartij bij de aanslag betrokken. Op hetzelfde moment betuigden drie prominente leden van de Volkspartij hun steun aan de monarchie en aan de verbannen koning George II. Tsaldaris ontkende deze beschuldigingen, wat een verontwaardiging bij de Liberale Partij veroorzaakte. Deze beschuldigingen alarmeerde het kamp van Venizelos, dat in maart 1935 probeerde een coup uit te voeren. Dit mislukte en Tsaldaris ontbond het parlement. Hij riep vervroegde verkiezingen uit voor een Constitutionele Assemblee.
Ondanks dit alles, sloot Tsaldaris tijdens zijn tweede premierschap een viervoudig pact met Turkije, Roemenië en Joegoslavië en een akkoord met Turkije over de gemeenschappelijke grenzen van de twee landen.

### Laatste jaren
Bij de verkiezingen van 1935 namen alle oppositiepartijen niet deel uit protest tegen de verkiezingswetten en de speciale rechtbanken die tijdens het premierschap van Tsaldaris werden ingevoerd en die de dood van de liberale officieren Anastasios Papoulas en Miltiadis Koimisis hadden veroorzaakt. Hierdoor was de Volkspartij de enige partij die deelnam en daardoor bijna alle zetels in het parlement won.
Na de verkiezingen werd de monarchie terug ingevoerd. Tsaldaris zelf steunde de terugkeer van George II heel hard, maar toch wilde hij eerst een volksraadpleging organiseren. Daar waren veel van zijn partijgenoten het echter niet mee eens, omdat die een herstel van de monarchie wilden zonder referendum. Bij de verkiezingscampagne had de Unie van Royalisten, een alliantie gevormd door Ioannis Metaxas, Ioannis Rallis en Georgios Stratos ook gepleit voor een directe terugkeer van de vroegere koning.
In de Nationale Assemblee liet Tsaldaris een referendum organiseren. Dit ergerde diegenen die geen referendum wilden. De belangrijkste tegenstander was zijn eigen minister van Oorlog Georgios Kondylis, een voormalig aanhanger van Venizelos.
Op 10 oktober 1935 riepen Kondylis en de commandeurs van de Gewapende legers (waaronder Alexandros Papagos) Tsaldaris op om af te treden. Omdat hij geen andere keuze had, gaf Tsaldaris toe en trad af. Kondylis nam het premierschap over en riep president Alexandros Zaimis op om af te treden. Kondylis schafte de republiek af, riep zichzelf tot regent uit en ensceneerde een volksraadpleging op 11 november voor de terugkeer van de monarchie. Officiële resultaten toonden aan dat 98 procent van de stemmers voor de terugkeer van de monarchie stemde. Dit hoog totaal toonde aan dat er bij de verkiezingen ongetwijfeld gefraudeerd was.
Na deze dramatische omstandigheden viel de Volkspartij uiteen en vormde Ioannis Theotokis de Nationale Volkspartij. In de verkiezingen van 1935 hadden de Volkspartij en de Liberale Partij elkaar bijna geëvenaard. Tijdens de periode na de verkiezingen nam Tsaldaris met veel passie deel aan de plenaire vergaderingen in het parlement en hield een van de beste en belangrijkste speeches in zijn politieke carrière. Hij kreeg echter last van een slechte gezondheid en kon daarom zijn politieke dromen niet uitvoeren.
In mei 1936 stierf Tsaldaris in Athene. Enkele weken voor zijn dood stemde hij tegen de eerste regering van Ioannis Metaxas, de voorloper van diens dictatorschap.
- Bibliothèque nationale de France: cb10063396t (data)
- Gemeinsame Normdatei: 106314051X
- International Standard Name Identifier: 0000 0004 3656 3382
- Library of Congress Control Number: no2003094807
- Virtual International Authority File: 310501883
- WorldCat: E39PCjHMTP6h4yqYCHxm68xJWC